# August Hüger
August Hüger (* 8. Dezember 1842; † 15. November 1920) war ein deutscher Generalmajor. 

## Leben

### Herkunft und Familie
August war Sohn des Coesfelder Kreisgerichtssekretär Wilhelm Hüger und Theresia Wessendorf. Er hatte mindestens zwei Brüder, den deutschen Oberst Friedrich Hüger und den Landrat Eduard Hüger. Seine drei Neffen waren die drei Brüder August, Hermann und Eduard, welche sich im Ersten Weltkrieg alle durch die Auszeichnung mit dem Eisernen Kreuz auszeichneten. Eduard diente im Krieg als Major und Kommandeur des Pionierbataillions Nr. 30 und diente in der Nachkriegszeit als Oberstleutnant der Reichswehr und Leiter des Koblenzer Entfestigungsamtes und konnte so mit dem US-amerikanischen General Henry Tureman Allen die Festung Ehrenbreitstein erhalten. Karl fiel 1915 als Hauptmann und war Vater von Ingeborg, welche den späteren General der Infanterie Arthur Hauffe heiratete. 
Er selbst heiratete 1872 in Dortmund Franziska Fahle und bekam mit ihr drei Kinder, darunter Friedrich und Amalie.

### Karriere
1866 diente er als Sekondeleutnant im 1. Westfälischen Feldartillerie-Regiment Nr. 7. Im Deutsch-Französischen Krieg von 1870/71 diente er als Premierleutnant im 1. Westfälischen Feldartillerie-Regiment Nr. 7 und beteiligte sich unter anderem an der Belagerung von Mézières. Bis 1875 erreichte er den Rang eines Hauptmanns und war der 3. Kompanie seines Regiments attachiert. 1889 wurde er als Major und Kommandeur der II. Abteilung im 1. Ober-Elsässischen Feld-Artillerie-Regiment Nr. 15 in Metz aufgeführt. Bis dahin war er Träger des Roten Adlerorden IV. Klasse.
1890 wurde er mit dem Kronen-Orden III. Klasse ausgezeichnet. 1891 diente er als Kommandeur der III. Abteilung des Feld-Artillerie-Regiment von Scharnhorst (1. Hannoversches) Nr. 10 im Range eines Majors. Hüger wurde in den 1890ern als Regimentskommandeur im Range eines Oberstleutnant zum Feldartillerie-Regiment „König Karl“ (1. Württembergisches) Nr. 13 in Ulm kommandiert. Dort geriet er in den offenen Konflikt mit seinem Offizierskorps, da diese der Meinung waren, dass sich der Oberst zu sehr in die Details des Bataillondienstes einmischte. So gingen allein 13 Beschwerden an den Brigadekommandeur und Generalmajor von Witzendorff. Die Lage spitzte sich schließlich im Januar 1897 zu, als er beim Rundgang durch die Ställe den ihm untergeordneten Hauptmann Schmahl antraf, der dortige Mannschaften zum Putzen jener Ställe befehligte. Diese Aktion brachte Oberst Hüger in Aufruhr, da er angeblich den Befehl gab, dass in den Ställen nicht geputzt werden solle. Generalmajor von Witzendorff gab dem Hauptmann Recht kein solches Putzverbot gekannt zu haben. Hüger beantragte 1898 schließlich beim Ehrenrat des 8. Armeekorps ein Ehrengerichtsverfahren gegen Hauptmann Schmahl, welches aber genauso wie eine Beschwerde bei Kaiser Wilhelm II. Erfolg hatte, weshalb er aus Frust sein Ausscheiden aus dem Ehrengerichtsverband mitteilte und seinen Abschied von der Armee nahm.
Im vorzeitigen Ruhestand wirkte er als Badedirektor in Königsborn bei Unna, veröffentlichte eine Broschüre und klagte 1904 den Lokalredakteur der Ulmer Zeitung Richard Schönfelder wegen Diffamierung an. Nach Erscheinen einer kaiserlichen Kabinettsorder wurde gegen Hüger aufgrund seiner Broschüre ein Ehrengerichtsverfahren eröffnet. Er wandte sich mit einer Petition an den Reichstag kläglich gegen das Verfahren und wurde mit mehreren Beschuldigungen, darunter dem Vorwurf der Parteilichkeit durch General von Witzendorff, angeklagt. Der Fall wurde auch im Reichstag kontrovers behandelt. Nach einem wochenlangen Prozess wurde Oberst Hüger freigesprochen, da nach dem Gutachten des Sachverständigen die freie Willensbestimmung ausgeschlossen war.
1908 gründete er eine Ortsgruppe des Naturschutzbund Deutschland in Münster.
Nach Ausbruch des Ersten Weltkrieges wurde er als Oberst in die preußische Armee reaktiviert und diente als stellvertretender Kommandeur des Landwehrbezirk Soest. Nach Kriegsende schied er als charakterisierter Generalmajor aus der Armee aus. 